# 梅切里
梅切里（Mecheri），是印度泰米尔纳德邦Salem县的一个城镇。总人口21020（2001年）。

## 人口
该地2001年总人口21020人，其中男性11135人，女性9885人；0—6岁人口2422人，其中男1313人，女1109人；识字率58.50%，其中男性为65.92%，女性为50.15%。